# Muzeum Browarnictwa Dolnośląskiego w Lwówku Śląskim
Muzeum Browarnictwa Dolnośląskiego w Lwówku Śląskim – muzeum, działające w Lwówku Śląskim, położone w podziemiach tamtejszego browaru.
Muzeum powstało w 2010 roku, przy udziale Urzędu Marszałkowskiego Województwa Dolnośląskiego. Na prezentowaną w nim wystawę składają się zbiory, związane z historią browarnictwa zarówno w Lwówku Śląskim, jak i na terenie Dolnego Śląska. Wśród eksponatów znajdują się butelki i zamknięcia z około 40 dolnośląskich browarów, kufle, etykiety, szyldy i skrzynki. Ponadto oglądać można lodówkę do schładzania piwa z 1905 roku oraz beczkę ze stali nierdzewnej, wykonaną dla lwóweckiego browaru przez zakłady Kruppa w 1935 roku.
Integralną częścią zwiedzania muzeum jest możliwość obejrzenia procesu warzenia piwa w browarze. Trasa wiedzie przez warzelnię piwa, leżakownię i rozlewnię.
Muzeum jest obiektem całorocznym, zwiedzanie odbywa się w grupach po uprzednim uzgodnieniu. Aby zwiedzić muzeum trzeba być pełnoletnim. Wstęp jest płatny, a w cenę biletu wstępu wliczona jest degustacja piwa z browaru Lwówek.